# Schönbach (Eifel)

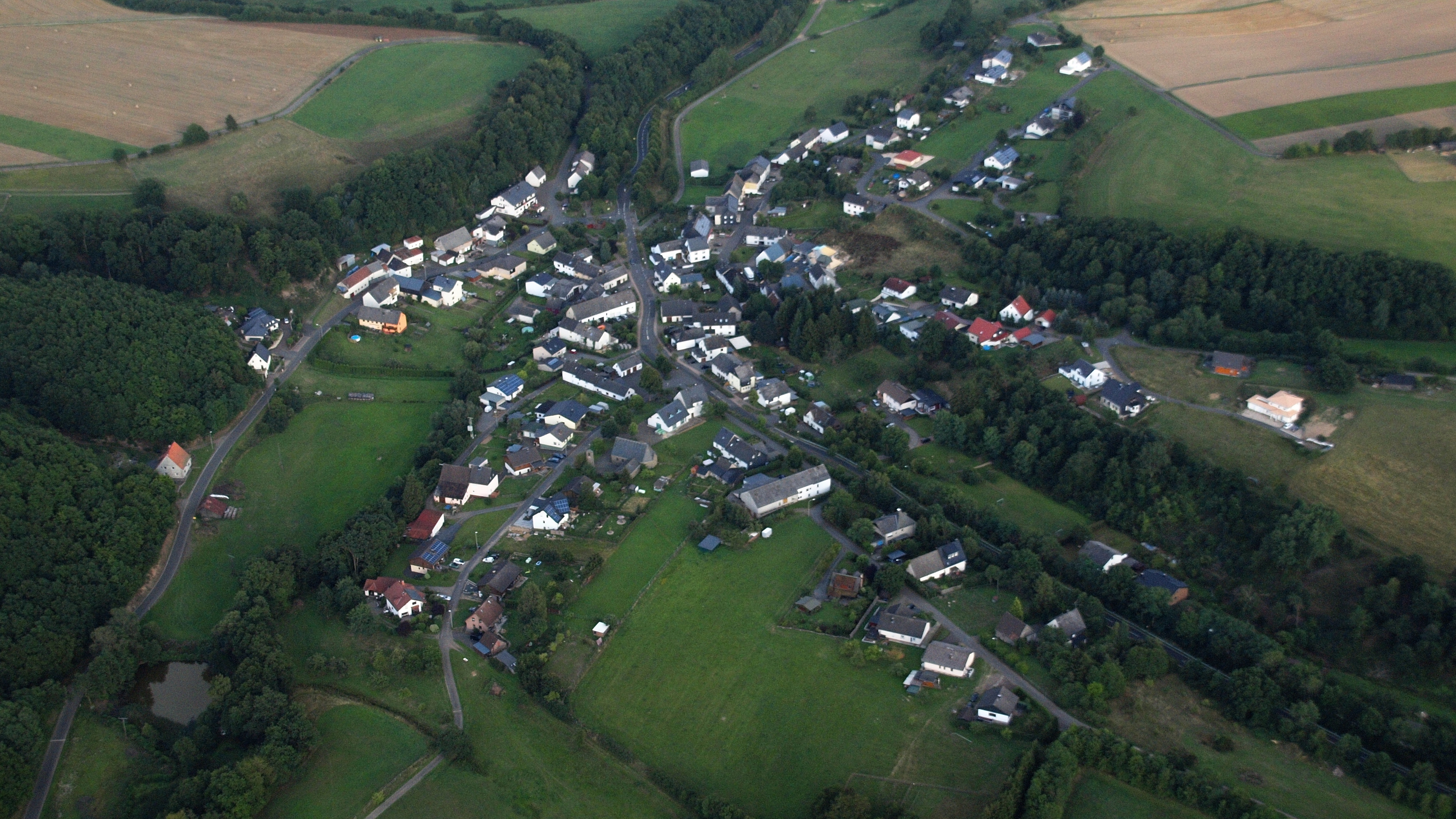
Schönbach (Eifel), Luftaufnahme (2015)

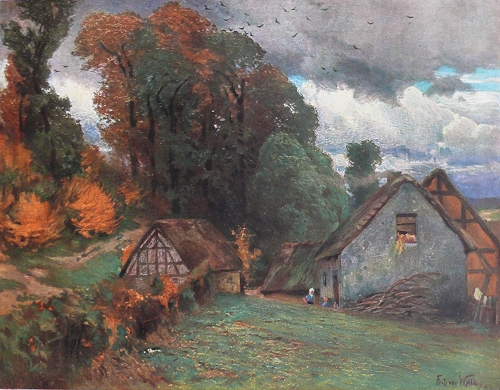
Alte Häuser am Waldrand (von Schönbach), Gemälde von Fritz von Wille

Schönbach ist eine Ortsgemeinde im Landkreis Vulkaneifel in Rheinland-Pfalz. Sie gehört der Verbandsgemeinde Daun an.

## Geographie
Die Gemeinde liegt im Naturpark Vulkaneifel sowie teilweise im Landschaftsschutzgebiet „Zwischen Ueß und Kyll“. Zu Schönbach gehören auch die Wohnplätze Berghof, Hubertushof und Schönbacher Mühle.

## Geschichte
Schönbach wurde erstmals im 14. Jahrhundert urkundlich erwähnt: Am Sonntag nach St. Viti 1364 überwies Arnold von Dune, genannt von dem Marte (Markte), dem Burchhard von Vinstingen, Herrn zu Schönecken, und dessen Frau Blancheflor sieben Gulden jährlicher Renten aus seinem halben Hof zu „Schonnbach“ an und trug ihm denselben zu Lehen auf.
Von 1357 bis Ende des 18. Jahrhunderts gehörte Schönbach zum kurtrierischen Amt Daun. Kirchlich gehörte der Ort zum Erzbistum Köln.
Noch im Jahre 1794 besaßen Kurköln und Kurtrier Ländereien zu Schönbach, welche die Französische Regierung versteigern ließ. Im Jahre 1840 besaß die Gemeinde Schönbach 47 Morgen Holzungen und 567 Morgen Wildland.
Name in der örtlichen Mundart
Im heute gesprochenen Dialekt lautet der Name des Dorfes Schimmich.
Statistik zur Einwohnerentwicklung
Im Jahr 1563 hatte Schönbach 13 Häuser mit etwa 60 bis 70 Einwohnern. Nach dem Dreißigjährigen Krieg (1654) wurden nur noch fünf Feuerstellen gezählt, was einer Einwohnerzahl von 20 bis 30 Personen entspricht.
Die weitere Entwicklung der Einwohnerzahl von Schönbach, die Werte von 1871 bis 1987 beruhen auf Volkszählungen:
| Jahr | Einwohner |
| 1815 | 140       |
| 1835 | 144       |
| 1871 | 166       |
| 1905 | 156       |
| 1939 | 211       |

| Jahr | Einwohner |
| 1950 | 221       |
| 1961 | 198       |
| 1970 | 190       |
| 1987 | 292       |
| 2005 | 277       |

## Politik

### Bürgermeister
Martin Knüvener wurde 2014 Ortsbürgermeister von Schönbach. Bei der Direktwahl am 26. Mai 2019 wurde er mit einem Stimmenanteil von 86,58 % für weitere fünf Jahre in seinem Amt bestätigt. Er wurde im Juni 2024 wiedergewählt.
Knüveners Vorgänger Armin Breuer hatte das Amt zehn Jahre ausgeübt.

### Wappen
| Wappen von Schönbach | Blasonierung: „In Silber durch schräglinke, blaue Wellenleiste geteilt; oben ein rotes Balkenkreuz, unten ein roter Schild belegt mit 9 (3:3:3) goldenen Kugeln.“ |
| Wappen von Schönbach | Wappenbegründung: Die blaue Wellenleiste weist auf den „Schönbach“ hin, der dem Ort seinen Namen gegeben hat. Der Schönbach ist ein Zufluss des Üßbachs. Das rote Balkenkreuz weist auf die frühere landesherrliche Zugehörigkeit zu Kurtrier hin. Der Schild mit den neun Kugeln ist ein Attribut des Ortspatrons, des heiligen Quirinus. |